# أدب كنادي

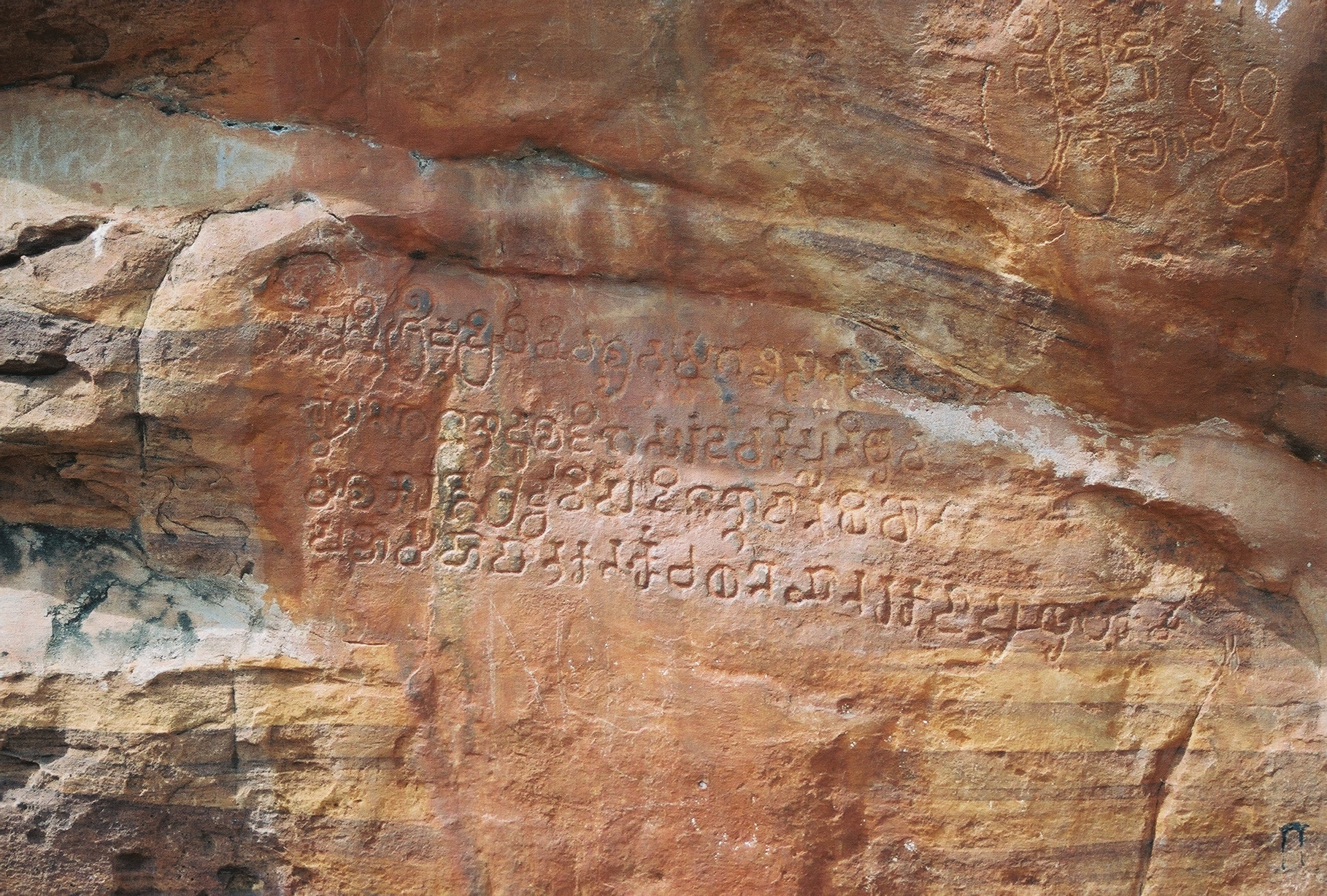
نقش كانادي قديم في بادامي، كارناتاكا، الهند.

الأدب الكنادي أو أدب الكانادا (ಕನ್ನಡ ಸಾಹಿತ್ಯ) هو مجموع الأشكال المكتوبة باللغة الكنادية، وهي عضو في عائلة اللغات الدرافيدية التي يُنطق بها في ولاية كارناتاكا الهندية بصورة أساسية وتكتب بنَص كانادا.
تمتد توثيقات الأدب إلى ألفية ونصف الألفية، وُجد منها بعض الأعمال الأدبية المعينة التي بقيت محافظة على رونق مخطوطاتها، ويمتد تاريخها منذ القرن التاسع حتى يومنا هذا. تُقسم لغة الكانادا عادةً إلى ثلاث مراحل لغوية: القديمة (من عام 450 – حتى عام 1200م)، المتوسطة (من عام 1200 – حتى عام 1700م)، المعاصرة (من عام 1700 – حتى الآن)؛ وتُصنف معالمها الأدبية إلى الجاينية والفيراشيفاوية والفيشنوية – مدركةً أهمية هذه المعتقدات الثلاثة في إعطاء شكل من أشكال التعبير الكلاسيكي للغة وتعزيزه، حتى طلعة العصر الحديث. رغم أن الكثير من أدب ما قبل القرن الثامن عشر كان دينيًا، لكن وُجد بعض الالتزام بالكتابة الدنيوية أيضًا.
بدءًا من الكافيراجامارغا (نحو عام 850)، وحتى منتصف القرن الثاني عشر، كاد تأليف أدب الكانادا أن يكون حكرًا على الجاينيين، الذين وجدوا رعاةً متلهفين من ملوك سلالات تشالوكيا وغانغا وراشتراكوتا وهويسالا ويادافا. رغم أن الكافيراجامارغا كُتبت في عهد الملك أموغهافارشا، لكنها أقدم عمل أدبي موجود في اللغة، وأصبح أمرًا مقبولًا لدى الباحثين أن التراث النثري والشعري والقواعدي لا بد أن يكون موجودًا منذ وقت أقدم.
ابتكرت الحركة الفيراشيفاوية في القرن الثاني عشر أدبًا جديدًا ازدهر إلى جانب الأعمال الجاينية. مع انحسار النفوذ الجايني في عهد إمبراطورية فيجاياناغارا في القرن الرابع عشر، نما أدب فيشناوي جديد بسرعة في القرن الخامس عشر؛ وكانت الحركة البهاكتية التي بدأها قديسو الهاريداسا الجوالون ذروة هذا العصر.
بعد انهيار إمبراطورية فيجاياناغارا في القرن السادس عشر، دعم العديد من الملوك أدب الكانادا، من بينهم ملوك ووديار من مملكة ميسور وملوك ناياكاس من كيلادي. في القرن التاسع عشر، اقتُبست بعض الأشكال الأدبية مثل السرد النثري والرواية والقصة القصيرة من الأدب الإنجليزي. أدب الكانادا المعاصر واسع الشهرة ومعترف به: خلال نصف القرن الأخير، تلقى كتّاب اللغة الكانادية ثمانية جوائز جيننبيث و63 جائزة ساهيتيا أكاديمي وتسع زمالات من أكاديمية ساهيتيا في الهند.

## المحتوى والنوع
في الفترة الأولى وبداية فترة العصور الوسطى، بين القرنين التاسع والثالث عشر، كان الكتّاب بالدرجة الأولى جاينيين وفيراشيفاويين. كان الجاينيون أول المنتجين المعروفين لأدب الكانادا، وقد هيمنوا عليه حتى القرن الثاني عشر، مع أن بعض أعمال الفيراشيفاويين من تلك الفترة استطاعت النجاة. كتب الكتّاب الجاينيون عن تيرثانكاراس وجوانب أخرى من الديانة. كتب الكتّاب الفيراشيفاويين عن شيفا وهيئاته ال25 وشروحات الشيفاوية. طور شعراء الفيراشيفاوية المنتمون إلى طريقة فاتشانا ساهيتيا فسلفة الباسافا العائدة للقرن الثاني عشر.
خلال الفترة الواقعة بين القرنين الثالث عشر والخامس عشر، حدث تضاؤل في الكتابات الجاينية وزيادة في عدد أعمال الطريقة الفيراشيفاوية؛ وشارك أيضًا كتّاب فيشنويون. عقب ذلك، هيمن الكتاب الفيراشيفاويون والفيشنويون على أدب الكانادا. ركز الكتاب الفيشنويون على الملاحم الهندوسية – الرامايانا والمهابهاراتا بالإضافة إلى الفيدانتا ومواضيع أخرى مثل تراث أدب البورانا. لوحظت الأناشيد التعبدية لشعراء هاريداسا المؤداة مع الموسيقى للمرة الأولى في القرن الخامس عشر. بقيت الكتابات حول مواضيع دنيوية رائجة على طول هذه الفترة.
كان أحد التغيرات الهامة خلال الفترة البهاكتية «التكريس» التي بدأت في القرن الثاني عشر انحسار أدب البلاط وارتفاع شعبية الأنواع الأقصر طولًا مثل الفاتشانا والكيرثاني، أنواع أسهل وصولًا إلى عامة الناس. تلاشت الكتابات التي تمجد الملوك والقادة والأبطال الروحيين، مع زيادة نسبية في استخدام الأنواع الأدبية المحلية. اقترب أدب الكانادا أكثر من التراث الفلكلوري المحكي والمُغنى، وأصبحت الميوزيكالية سمته المميزة، مع أن بعض الشعراء تابعوا استخدام نمط تشامبو القديم في الكتابة حتى نهايات القرن السابع عشر.
كان وزن تشامبو الشعري السنسكريتي (قصائد تحتوي على أبيات شعرية من أوزان مختلفة تتخللها فقرات من النثر، يُعرف أيضًا بتشامبو-كافيا) الشكل المكتوب الأكثر شعبية منذ القرن التاسع فصاعدًا، رغم أن استخدامه بدأ يُهمل في القرن الثاني عشر. من الأوزان السنسكريتية الأخرى المستخدمة كان السابتابادي (أبيات شعرية من سبعة أسطر) والأشتاكا (من ثمانية أسطر) والشاتاكا (من مئة سطر). كان هناك عدد هائل من الترجمات والنسخ المعدلة من الكتابات السنسكريتية إلى اللغة الكانادية، وعلى نطاق أضيق، من الكانادية إلى السنسكريتية. شهدت فترة العصور الوسطى تطور الأوزان الأدبية المحلية إلى اللغة الكانادية. يشتمل هذا على التريبادي (أبيات شعرية من ثلاثة أسطر، مستخدم منذ القرن السابع)، وأحد أقدم الأوزان المحلية؛ الشاتبادي (أبيات شعرية من ستة أسطر، ذكرها أول مرة ناغافارما الأول في تشهاندومبدهي نحو عام 984 ومستخدم منذ عام 1165)، ويوجد منه ستة أنماط؛ الراغال (مؤلفات سردية غنائية، مستخدمة منذ عام 1160)؛ والسانغاتيا (مؤلفات كُتبت لتُغنى إلى جانب آلة موسيقية، مستخدمة منذ عام 1232) والأكّارا الذي اعتمدته بعض الكتابات التيلوغوية. حدثت بعض الاتصالات مع الأدب التاميلي أيضًا.
ولو أن الأدب الديني كان بارزًا، لكن الأصناف الأدبية الأخرى مثل الرومانسية، والخيال، والإيروتيكية، والهجاء، والأغاني الفلكلورية، والخرافات والأمثال والأطروحات والمؤلفات الموسيقية كانت رائجة أيضًا. اشتملت مواضيع أدب الكانادا على النحو والصرف، والفلسفة، وعلم العروض، والخطابة، والسجلات، والسيَر، والتاريخ، والدراما والطبخ، بالإضافة إلى القواميس والموسوعات. طبقًا للناقد جوزيف تي. شيلبي، كُتب أكثر من خمسين عملًا حول مواضيع علمية من بينها الطب، والرياضيات، وعلم الفلك باللغة الكانادية.
كان أدب الكانادا في هذه الفترة يكتب على أوراق النخيل بصورة أساسية. مع ذلك، نجا أكثر من 30.000 نقشٍ راسخٍ على الحجارة (معروفة باسم شيلاشاسانا) وعلى الصفائح النحاسية (معروفة باسم تامارشاسانا) لتُعلم الطلاب المعاصرين حول تطور أدب الكانادا. نقش شارفانابيلاغولا حول القديس نانديسينا (من القرن السابع)، ونقش كابي أرابهاتا (نحو عام 700)، نقوش هوماتشا وسورابا (نحو عام 800) وتعد مثالًا جيدًا على الشعر على وزن تريبادي، ويُعتبر نقش جورا (جابالبور) حول الملك كريشنا الثالث (عام 964) علامة بارزة في الكتابة المنقوشة للتأليف الكانادي الكلاسيكي، ويحتوي على أسلوب شعري على وزن كاندا، وهو أسلوب يتضمن مجموعة من المقاطع الشعرية والفصول.
ينعي الشعر الرثائي الذي كتبه شعراء مجهولون على وزني كاندا وفريتا (شرح) عن المئات من الفيراغالو والماستيغالو (أحجار الأبطال) موت الأبطال الذين ضحوا بأرواحهم وشجاعة النساء اللاتي أدّين مراسم السُتي. طبقًا للباحث تي. في. فينكاتشالا ساستري، يُدرج كتاب كارناتاكا كافيتشاريتري الذي جمعه الباحث في أدب الكانادا آر. ناراسيمهاتشار قائمةً تحتوي على أكثر من ألف قطعة مجهولة الهوية من أدب الكانادا التي تغطي طائفة من المواضيع في كلا التصنيفين الديني والدنيوي. عُرف نحو خمسين كاتبًا في الفاتشانا عن طريق الأسماء المستعارة (أنكيتا) التي استخدموها في قصائدهم فقط. معظم كتابات الجاينية المُضمنة في القائمة عائدة إلى الفترة بين عامي 1200 و1450م، بينما كتابات الفيراشيفاوية والفيشناوية تعود لفترات لاحقة. تضمنت الموضوعات الدنيوية الرياضيات، والطب، وعلوم الفيلة والأحصنة، وهندسة العمارة، والجغرافيا والمائيات.
اكتسبت عجلة التغيير إلى أنماط أدبية أكثر حداثة زخمًا في بدايات القرن التاسع عشر. تأثر كتّاب الكانادا في البداية بالأدب المعاصر للغات أخرى، خصوصًا الإنجليزية. ألهم التعليم الإنجليزي الحديث والقيم الليبرالية الديمقراطية التغييرات الاجتماعية، وتداخلا مع الرغبة في الحفاظ على أفضل الأساليب التقليدية. اعتُنقت أنواع جديدة متضمنة القصص القصيرة، والروايات، والنقد الأدبي، والمقالات مع تقدم النثر الكانادي باتجاه الحداثة.